# Benoby

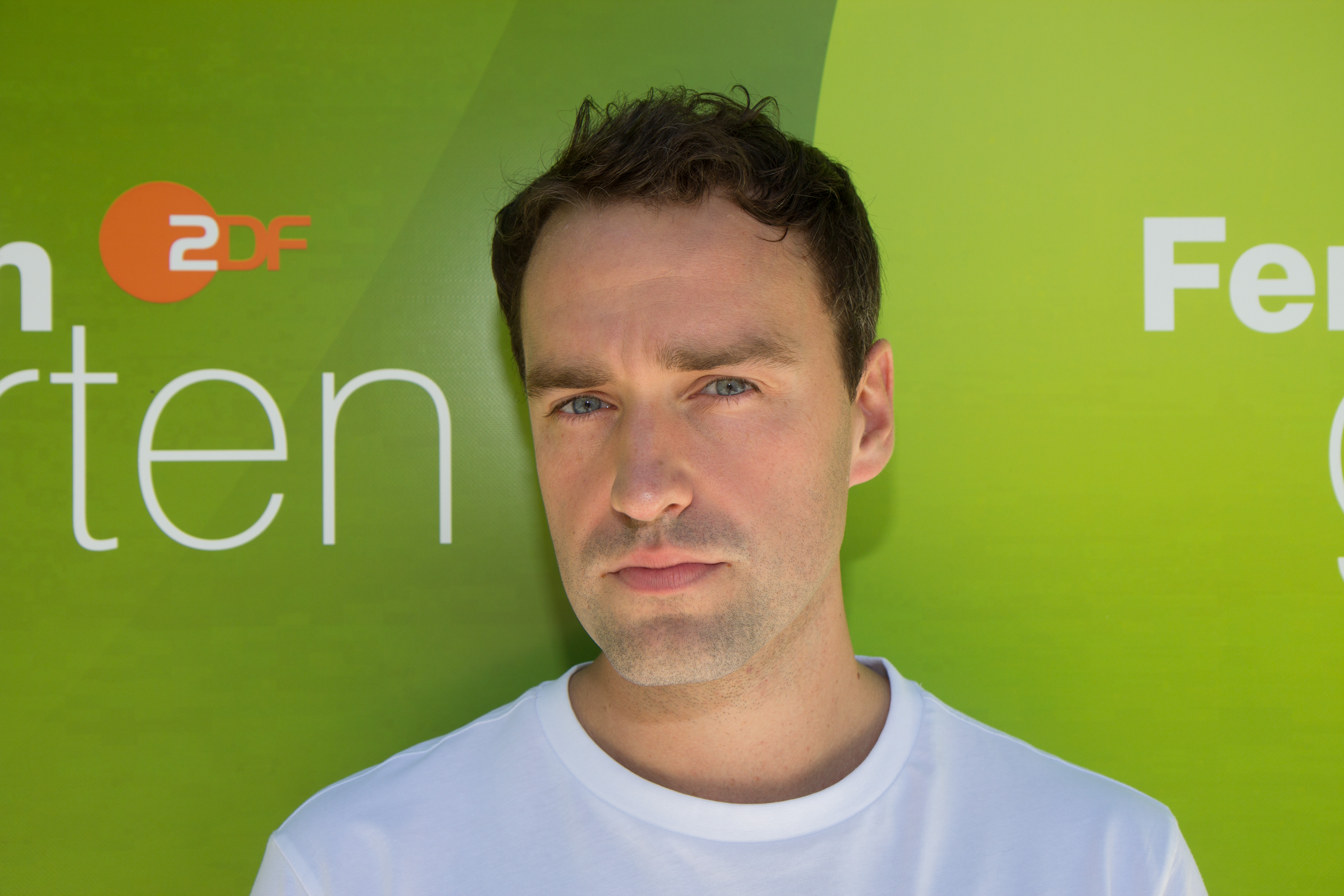
Benoby

(Ken) Benoby [Ḇenobı], bürgerlich Robert Wróblewski (* 1988 in Dingolfing), ist ein deutscher Popmusiker, der 2018 durch seine Single Mein fünftes Element und sein gleichnamiges Album bekannt wurde.

## Leben
Robert Wróblewski spielt Klavier, Gitarre und Saxophon. Er wuchs in Waldkraiburg auf und sang in einem Kirchenchor, zusammen mit seinem großen Bruder in einer Hip-Hop-Crew, mit der die beiden erste Auftritte bei den Waldkraiburger Jugendkulturtagen und in der Waldkraiburger Schenkerhalle hatten. Er hatte zwei Klavierstunden sowie Unterricht bei einem Opernsänger. Er sang live, rappte, komponierte und nahm in Eigenregie drei Alben auf. Texte verfasste er stets in deutscher Sprache, beispielsweise zusammen mit Tobias Schwall das Helene-Fischer-Lied Nur mit dir.
Wróblewski wollte an sich Medizin studieren, begann dann aber auf Grund des für ihn zu hohen Numerus clausus ein Studium der Rechtswissenschaft, das er dann abbrach. Schon während des Studiums entschied er sich für die Musik. Einen Berufsabschluss machte er als Physiotherapeut.
Am 4. August 2017 erschien seine Single Mein fünftes Element und im Februar darauf das gleichnamige Solodebütalbum. Im Musikvideo singt er mit Mandy Grace Capristo im Duett an einem weißen Klavier. Mit Funke (Guten Morgen) erschien Ende Februar 2018 die zweite Single-Auskopplung.
In seinen Titeln greift er tragische Momente aus seinem Leben auf, wie die erste große Liebe, Trennungen, Autounfall oder die überstandene Krankheit seiner Mutter. Mit dem Song Mein fünftes Element und dem gleichnamigen Album war er als Support bei Adel Tawils Tour zu sehen. Ebenso war er mit Ausnahme des Konzertes in der Offenburger Reithalle Support bei Madeline Junos „Salvation Tour“. Unter anderem ist er im Juni 2018 bei der NDR 1 Radio MV-Sommertour neben Alex Christensen & The Berlin Orchestra in Sassnitz und im September 2018 auf dem Harz Open Air des MDR im Bürgerpark Wernigerode zu sehen.
Wróblewski lebt seit 2015 in Berlin, wo er 2017 zusammen mit Mark Smith sein Debütalbum aufnahm.
Im Herbst 2019 schaffte er mit dem zweiten Album mit seinem Künstlernamen Benoby als Titel den Einstieg in die deutschen Albumcharts.

## Diskografie

### Studioalben
- 2018: Mein fünftes Element
- 2019: Benoby
- 2023: In das Blau

### Singles
- 2017: Mein fünftes Element
- 2018: Funke (Guten Morgen)
- 2018: Wir feiern uns
- 2018: Jeder von uns
- 2019: Du nur du